# Addison (New York)
Addison is een plaats (town, maar ook een village met die naam) in de Amerikaanse staat New York, en valt bestuurlijk gezien onder Steuben County.

## Geografie
Addison ligt op ongeveer 309 m boven zeeniveau.

## Plaatsen in de nabije omgeving
De onderstaande figuur toont nabijgelegen plaatsen in een straal van 16 km rond Addison.